# Sidydrassus
Genre
Sidydrassus est un genre d'araignées aranéomorphes de la famille des Gnaphosidae.

## Distribution
Les espèces de ce genre se rencontrent au Kazakhstan, en Russie, en Mongolie, en Chine et en Iran.

## Liste des espèces
Selon World Spider Catalog (version 23.5, 13/10/2022) :
- Sidydrassus rogue Tuneva, 2004
- Sidydrassus saiynovi Fomichev, 2022
- Sidydrassus shumakovi (Spassky, 1934)
- Sidydrassus tianschanicus (Hu & Wu, 1989)

## Systématique et taxinomie
Ce genre a été décrit par Esyunin et Tuneva en 2002 dans les Gnaphosidae.

## Publication originale
- Esyunin & Tuneva, 2002 : « A review of the family Gnaphosidae in the fauna of the Urals (Aranei), 1. Genera Drassodes Westring, 1851 and Sidydrassus gen.n. » Arthropoda Selecta, vol. 10, no 2, p. 169-180 (texte intégral).